# Lohn (Schaffhausen)
Lohn is een gemeente en plaats in het Zwitserse kanton Schaffhausen.
Lohn telt 662 inwoners.
Bargen · Beggingen · Beringen · Buch · Buchberg · Büttenhardt · Dörflingen · Gächlingen · Hallau · Hemishofen · Lohn · Löhningen · Merishausen · Neuhausen am Rheinfall · Neunkirch · Oberhallau · Ramsen · Rüdlingen · Schaffhausen · Schleitheim · Siblingen · Stein am Rhein · Stetten · Thayngen · Trasadingen · Wilchingen
- Gemeinsame Normdatei: 4111360-3
- Historisch woordenboek van Zwitserland: 001270
- MusicBrainz: b9b14f01-c9b0-4b77-b29e-b0796db7c7c5
- Virtual International Authority File: 235949827
- WorldCat: E39PBJhH33cVkkVdGC4hdBdvpP